# Pretty Face
Pretty Face (プリティフェイス, Puritifeisu) est un manga de Kanô Yasuhiro. Il est publié au Japon par Shūeisha et en France par les éditions Tonkam. La série est terminée et comporte 6 volumes.

## Résumé de l'histoire
L'histoire débute par l'accident de bus de Masashi Randou (Masashi Rando dans la traduction de Tonkam), membre du club de karaté et élève le plus fort de son lycée.

Alors que tout le monde le croit mort, il se réveille un an plus tard dans une clinique tenue par le chirurgien (plasticien) qui l'a sauvé. Gravement blessé lors de l'accident et totalement défiguré, il découvre que son visage a été refait à partir d'une photo qu'il avait sur lui, la photo de la fille dont il était secrètement amoureux, Rina Kurimi.
Bien décidé à retrouver son visage d'homme, il part à la recherche d'une de ses photos.
C'est alors qu'il croise Rina Kurimi dans la rue et qu'elle le prend pour sa sœur jumelle disparue, Yuna Kurimi.
Résolu à ne pas faire de peine à Rina il décide de rester et jouer le rôle de sa sœur jusqu'à ce qu'il parvienne à retrouver la vraie Yuna.
Commence alors sa nouvelle vie dans la peau d'une fille, à l'école comme chez Rina, tout en essayant de ne pas être découvert.

## Personnages
(informations contenues dans le volume1)
Masashi Rando : (18 ans, 1,61 m) C'est le champion de karaté de son lycée. À la suite d'un accident, il se retrouve à vivre la vie de la sœur de la fille qu'il aime.
Rina Kurimi (16 ans, 1,59 m) C'est la fille qu'aime Masashi. Elle prend ce dernier pour sa sœur jumelle disparue deux ans avant depuis qu'il a son visage. Elle est intelligente mais parfois semble ne pas remarquer certaines actions étranges de Rando version fille (comme lorsqu'il bat des athlètes au bras de fer). Elle aussi est amoureuse de Rando mais a toujours refusé de le lui dire, pensant ne pas avoir droit au bonheur à cause de la disparition de sa sœur.
Docteur Manabe (27 ans) Très talentueux, il dirige une clinique privée et a reconstitué le visage de Rando quand celui-ci est arrivé dans son établissement complètement défiguré (mais il s'est trompé de visage). Il n'a qu'une envie : c'est de transformer totalement Rando en fille, ce qui énerve son patient. 
Yuna Kurimi (16 ans) Sœur jumelle de Rina, elle a disparu deux ans auparavant quand ses parents ont voulu l'inscrire dans le même lycée que sa sœur, alors qu'elle voulait suivre une autre voie (celle d'esthéticienne). Rina et elle étaient très proches.